# 伊薩奎納縣 (密西西比州)
是美國密西西比州西部密西西比三角州的一個縣，西隔密西西比河與路易斯安那州相望。面積1,143平方公里，是全州面積最小的縣。根据美國2000年人口普查，共有人口2,274人。縣治邁耶斯維爾 （Mayersvile）。
目前的縣成立於1844年1月23日。縣名縣名是印第安語「鹿河」的意思。